# 3-MeO-PCMo
3-MeO-PCMo je disocijativni anestetik koji je po strukturi sličan fenciklidinu i koji se prodaje onlajn kao dizajnirana droga. Inhibitorni efekat 3-MeO-PCMo na smanjenje gustine klastera drebrina NMDAR stimulacijom glutaminskom kiselinom je niži od PCP-a ili 3-MeO-PCP, sa polovinom maksimalne inhibitorne koncentracije (IC50) od 26,67 μM (3-MeO-PCMo), 2,02 μM (PCP) i 1,51 μM (3-MeO-PCP).